# La Boca
La Boca je městská čtvrť, část Buenos Aires, hlavního města Argentiny. Nachází se v jihovýchodní části města u pobřeží estuáru Río de la Plata.

## Název
Název této čtvrti je často spojován s čtvrtí Boccadasse v italském Janově, přičemž mnoho lidí věří, že La Boca dostala své jméno právě po této části italského Janova. Avšak uznávané vysvětlení původu názvu La Boca se váže na polohu samotné čtvrtě, která se nachází u ústí (španělsky boca) místní řeky Matanza (zvané také Riachuelo, tedy říčka).

## Polohopis
La Boca je jednou ze 48 čtvrtí Autonomního města Buenos Aires. Nachází se v jihovýchodní části města u pobřeží Río de la Plata, kde se nachází starý městský přístav, což je východní hranice čtvrti. Na západě se nachází čtvrť Barracas, na severu jsou čtvrtě Puerto Madero a San Telmo.

## Historie

### Počátky osídlení
Historie čtvrtě sahá až k počátkům samotného Buenos Aires, kdy španělští kolonizátoři hledali vhodné místo pro přístav na Río de la Plata. Již v roce 1536 tak vstoupila na území současného Buenos Aires první velká expedice v čele s Pedrem de Mendozou a vytvořila z trupu jedné ze svých lodí první pevnost, která dostala název Fuerte de Santa María del Buen Ayre, co je považováno za první založení města. Podle současných poznatků se předpokládá, že tato pevnost stála v parku Lazama, který se nachází hned u současné hranici čtvrti La Boca. Avšak spolehlivý důkaz o této skutečnosti neexistuje a někteří historici se domnívají, že tato pevnost se mohla nacházet i o něco severněji. Pevnost však od začátku čelila několika existenčním problémům spojeným jednak s útoky domorodců, hladomorem či nedostatkem hospodářských zvířat. Konflikty s domorodci vyvrcholily ozbrojeným střetům, při kterých zahynulo až tisíc původních obyvatel a 27 osadníků včetně Mendozy. V průběhu let 1541 až 1542 tak osadníci pevnost docela opustili.
K druhému založení města se Španělé odhodlali v roce 1580. Nová osada se nacházela o něco severněji než stará, avšak také jen kousek od současné čtvrti La Boca. Zanedlouho se začala osada rozšiřovat a začaly se postupně přidělovat pozemky pro nové farmy. To se týkalo i půdy v La Boce. Postupně se město samotné rozšířilo do sousední čtvrti San Telmo. Až do začátku 19. století zůstala čtvrť a většina jejích sousedství prakticky neobydlená. První rodiny se zde začaly usazovat mezi lety 1830 až 1852. Díky výhodné poloze a dobrému přístupu z Río de la Plata se zde vybudoval přístav. V roce 1863 začala stavba první železnice přes La Bocu. V roce 1866 byla otevřena první stanice.

### Příjezd Italů
Díky přístavu se zde na konci 19. století začalo usazovat velké množství italských přistěhovalců, především z Janova. Ti postupně přetvořili současnou čtvrt ke svému obrazu. Obyvatelé La Bocy dostali přezdívku „Xeneizes“, tedy Janované v jejich dialektu.
Jelikož obyvatelé La Bocy byli chudí, své domy stavěly z toho, co našli. Jelikož nebyl dostatek barvy, kterou dostali přistěhovalci zdarma, nikdy nevyšla jedna barva na celý dům. Používaly se proto různé barvy, čímž domy dostaly svůj typický vícebarevný vzhled. Domy v La Boce se stavěly z vlnitých plechů, přičemž ty byly často stavěny na vyvýšených konstrukcích, aby odolaly častým záplavám. Uvnitř těchto domů bylo mnoho malých místností, přičemž v každé často bydlela celá rodina. Kuchyň a koupelna byly používány všemi obyvateli domu. Díky tomu došlo k velkému míšení různých kultur, což dalo části La Boca její současný charakter. Domy typu conventillo se staly charakteristickými pro tuto čtvrť.
V letech 1870 až 1781 zasáhla jižní část města epidemie žluté zimnice, která si vyžádala mnoho obětí. Z důvodu chorob a jiných nedostatků se bohatí obyvatelé sousední čtvrti San Telmo rozhodli přestěhovat na sever města, čímž vzniklo v San Telmu mnoho volných domů, do kterých se přesunula část obyvatel La Bocy. Toto pouze prohloubilo sociální rozdělení města, kdy bohatší byli na severu města, zatímco chudí žili na jihu. V roce 1870 žilo v La Boce přibližně 38 000 obyvatel. Z toho bylo 17 000 Argentinců, 14 000 Italů a 2500 Španělů. V roce 1876 začala revitalizace přístavu a rozšíření řeky Matanza (Riachuelo). Díky tomu se do přístavu mohly dostat i větší lodě, což zlepšilo možnosti přístavu. V roce 1880 došlo k federalizaci města a řeka Matanza (Riachuelo) byla zvolena za hranici města. V roce 1882 byl představen projekt zcela nového přístavu v současné čtvrti Puerto Madero. Tento projekt byl následně schválen parlamentem, čímž se postupně skončilo strategické postavení čtvrtě La Boca pro Buenos Aires. V roce 1882 se po dlouhé generální stávce obyvatelé čtvrti La Boca rozhodli na protest formálně oddělit od Argentiny a nad La Bocou vyvěsili zástavu Janova. Tu přišel do čtvrti brzy odstranit osobně prezident republiky Julio Argentino Roca.

### 20. století
Významnou událostí čtvrti je založení fotbalového klubu Boca Juniors v roce 1905, který založili místní italští přistěhovalci. Avšak v roce 1914 hrozilo, že klub ze čtvrti odejde, když získal pozemky v jiné části města. Toto rozhodnutí však zvrátil nesouhlas většiny členů klubu a tak klub zůstal v La Boce. V roce 1940 byl otevřen i známý stadion tohoto klubu La Bombonera.
Z politického hlediska se La Boca stala známou jako místo, kde byl zvolen Alfredo Palacios, první socialistický politik v Argentině a celé Americe, který byl zvolen do jedné ze dvou komor národního parlamentu.
Postupem času se však La Boca stala známou ne jako chudá dělnická čtvrť (kterou v podstatě zůstala), ale jako vyhledávaný turistický cíl. Turisty lákají hlavně barevné domy, především v ulici Caminito, které vznikly právě z důvodu chudoby obyvatel čtvrti, kteří neměli peníze na stejnou barvu na celý dům. Na ulicích vystupuje množství pouličních umělců, tančí se tango, je zde mnoho restauraci a kaváren. La Boca získala postupně umělecký ráz. Avšak ne celá čtvrt je turisty vyhledávaná. Kromě hlavní turistické části čtvrti jsou ostatní v podstatě v původním stavu, s množstvím chudých obydlí, kde je poměrně vysoký výskyt kriminality. Obyvatele čtvrti též trápí i znečištění řeky Matanza (Riachuelo), která obsahuje mnoho arsenu a olova v důsledku století její nekontrolovaného znečištění.